# Mommark (Schiff)
Die Mommark war ein Fahrgastschiff, das überwiegend in der Ostsee zwischen deutschen und dänischen Häfen eingesetzt wurde.

## Geschichte
Das Schiff wurde unter der Baunummer 1262 auf der Husumer Schiffswerft für die dänische Rederiet Union gebaut. Der Stapellauf des Schiffes fand am 3. September 1968 statt. Die Fertigstellung erfolgte am 28. Oktober 1968. Das Schiff kam unter der Flagge Dänemarks in Fahrt, Heimathafen war Sønderborg. Benannt war das Schiff nach dem gleichnamigen Ort auf der dänischen Insel Als.
Das Schiff wurde zunächst an die „Flensburger Personenschiffahrt“ und 1969 dann an die Förde-Reederei verchartert und zwischen Sønderborg und Flensburg eingesetzt. 1971 kaufte die Förde-Reederei das Schiff und brachte es unter die Flagge Deutschlands. Heimathafen des Schiffes war nun Flensburg. Die Förde-Reederei setzte das Schiff zunächst einige Jahre zwischen Flensburg, Glücksburg, Langballigau und Søby, ab 1976 dann auf wechselnden Strecken zwischen Ostseehäfen in Schleswig-Holstein und Dänemark ein. 1979 wurde das Schiff bei der Flensburger Schiffbau-Gesellschaft umgebaut und verlängert.
Nach dem Ende des zollfreien Einkaufs auf Butterfahrten zum 1. Juli 1999 wurde das Schiff aus der Fahrt genommen und aufgelegt.
2003 wurde es an das auf den Niederländischen Antillen ansässige Unternehmen Gouverneur Leisure Group verkauft. Das in Seamaster umbenannte Schiff wurde 2004 unter die Flagge der Niederländischen Antillen gebracht, Heimathafen wurde Bonaire. Eingesetzt wurde das Schiff nun für Tagesfahrten um die ABC-Inseln Aruba, Bonaire und Curaçao.
Im Juni 2012 lief das Schiff vor der Südküste Curaçaos auf Grund. Es konnte zwar freigeschleppt werden, wurde aber nicht wieder in Fahrt gesetzt. 2013 wurde es in Willemstad verschrottet.

## Technische Daten
Das Schiff wurde von zwei Viertakt-Zwölfzylinder-Dieselmotoren des Herstellers MWM mit 1422 kW Leistung angetrieben. Es erreichte eine Geschwindigkeit von rund 16 kn.